# Das grüne Ding aus dem Sumpf
Das grüne Ding aus dem Sumpf (Originaltitel: The Return of the Swamp Thing) ist eine US-amerikanische Comicverfilmung aus dem Jahr 1989. Regie führte Jim Wynorski. Der Film basiert auf den DC Comics Swamp Thing von Len Wein und Bernie Wrightson aus dem Jahr 1971. Es ist die Fortsetzung von Das Ding aus dem Sumpf.

## Handlung
Nach dem mysteriösen Tod ihrer Mutter reist Abigail Arcane in die Sümpfe Floridas, um sich ihrem bösen Stiefvater Dr. Arcane zu stellen. Dr. Arcane und Dr. Zurell entwickeln ein Serum, das die Menschen unsterblich macht. Das Serum ist noch in der Testphase. Ein paar Menschen bekommen das Serum verabreicht und werden zu Ungeheuern. Eines der Ungeheuer, der durch ein Experiment seines Todfeindes Dr. Arcane in ein grasgrünes Monster verwandelte Wissenschaftler Holland, entkommt und trifft auf Abigail. Das Monster ist sofort in sie verliebt, aber Abigail nicht. Dr. Arcane möchte Abigail mit seiner Armee von Monstern zu einem Monster machen. Nachdem sich Abigail in Holland verliebt hat, gelingt es dem Paar Dr. Arcanes Söldnerbande zu vernichten.

## Produktion
Im Jahr 2008 sagte Dick Durock gegenüber Bullz-Eye.com, dass der Anzug das Filmen erschwerte: „Ich hasste den Gedanken, im Sommer in Savannah, Georgia, 50, 60, 70 Pfund Gewicht tragen zu müssen, aber das Geld war da und es ist ein Job.“
Laut BPA hatte Locklear Schwierigkeiten, mit dem Mann zu arbeiten, der Swamp Thing in seiner menschlichen Form spielte: „Das Model war voll von sich und rieb Heather wirklich in die falsche Richtung. Sobald die Szene des Models fertig war, wurde er darum gebeten, das Set zu verlassen.“

## Rezeption
- Lexikon des internationalen Films: „Die Genre-Persiflage läßt keines der gängigen Gruselmotive aus. Doch der Versuch, die Albernheiten mit einer ernstzunehmenden Horrorgeschichte zu verbinden, scheitert kläglich.“[4]
- Film-Jahrbuch 1995: „Völlig überflüssige Variation des Films Das Ding aus dem Sumpf, diesmal in Grün und mit besonders dümmlicher Synchronisation.“